# Mihail Gorbačov
Mihail Sergejevič Gorbačov (rusko Михаи́л Серге́евич Горбачёв, IPA: [gərbəˈtɕof]), ruski politik in pravnik, nobelovec, * 2. marec 1931, Privolno, Stavropolski okraj, Sovjetska zveza, † 30. avgust 2022, Moskva, Rusija.
Gorbačov je bil osmi in zadnji voditelj Sovjetske zveze: med letoma 1985 in 1991 generalni sekretar Komunistične partije Sovjetske zveze. Na čelu države je bil od leta 1988 do 1991 in sicer med letoma 1988 in 1989 kot predsednik prezidija Vrhovnega sovjeta, med letoma 1989 in 1990 kot predsednik Vrhovnega sovjeta ter med letoma 1990 in 1991 kot predsednik ("prezident") Sovjetske zveze. Ideološko je bil Gorbačov sprva privrženec marksizma-leninizma, v začetku devetdesetih let pa se je približal socialni demokraciji.
Gorbačov se je rodil v revni kmečki družini rusko-ukrajinskega porekla. Odraščal je pod vladavino Josifa Stalina ter v mladosti na kolektivni kmetiji upravljal spravljalnike in se nato vključil v komunistično partijo, ki je takrat vodila Sovjetsko zvezo kot enostrankarsko državo v skladu s prevladujočo razlago marksistično-leninistične doktrine. Med študijem na Državni univerzi v Moskvi se je leta 1953 poročil s sošolko Raiso Titarenko in leta 1955 diplomiral iz prava. Po selitvi v Stavropol je delal v mladinski organizaciji Komsomol, po Stalinovi smrti pa je postal glasen zagovornik reform destalinizacije sovjetskega voditelja Nikite Hruščova. Leta 1970 je bil imenovan za prvega partijskega sekretarja stavropolskega regionalnega odbora, kjer je nadzoroval gradnjo velikega stavropolskega kanala. Leta 1978 se je vrnil v Moskvo, kjer je postal sekretar centralnega komiteja partije, leta 1979 pa so ga vključili tudi v njen politbiro, katerega redni član je postal leta 1980. Dobri dve leti po smrti sovjetskega voditelja Leonida Brežnjeva je politbiro po kratkotrajnih vladavinah Jurija Andropova in Konstantina Černenka marca 1985 Gorbačova izvolil za generalnega sekretarja CK, kar je pomenilo de facto voditelja države.
Čeprav si je Gorbačov prizadeval za ohranitev sovjetske države in njenih socialističnih idealov, je, zlasti po nesreči v Černobilu leta 1986, menil, da so potrebne reforme. Umaknil je sovjetsko vojsko iz Afganistana in se udeležil vrhov in drugih srečanj s predsednikom Združenih držav Amerike Ronaldom Reaganom, na katerih si je prizadeval za omejitev jedrskega orožja in končanje hladne vojne. Njegova politika glasnosti (»odprtosti«) je omogočila večjo svobodo govora in tiska, medtem ko si je s perestrojko (»prestrukturiranjem«) prizadeval za decentralizacijo gospodarskega odločanja, kar bi povečalo njegovo učinkovitost. Njegovi ukrepi za demokratizacijo in ustanovitev izvoljenega Kongresa ljudskih poslancev so spodkopali enopartijsko državo. Gorbačov ni želel vojaško posredovati, ko so različne države vzhodnega bloka v letih 1989 in 1990 opustile marksistično-leninistično upravljanje. Ker so naraščajoča nacionalistična čustva ogrožala obstoj Sovjetske zveze, so privrženci trdega marksizma-leninizma leta 1991 proti Gorbačovu sprožili neuspešen avgustovski puč. Kmalu zatem je Sovjetska zveza proti volji Gorbačova razpadla in Gorbačov je odstopil. Po odhodu s položaja je ustanovil svojo fundacijo, postal glasen kritik ruskih predsednikov Borisa Jelcina in Vladimirja Putina ter se zavzemal za rusko socialdemokratsko gibanje. Gorbačov je umrl leta 2022 po hudi dolgotrajni bolezni.
Gorbačov, ki velja za eno najpomembnejših osebnosti druge polovice 20. stoletja, je še vedno predmet polemik. Prejemnik številnih nagrad, med drugim Nobelove nagrade za mir, je bil deležen številnih pohval zaradi svoje ključne vloge pri končanju hladne vojne, uvedbi novih političnih svoboščin v Sovjetski zvezi in strpnosti do padca marksistično-leninističnih uprav v vzhodni in srednji Evropi ter ponovne združitve Nemčije. Nasprotno pa je v Rusiji pogosto deležen kritik, da je pospešil razpad Sovjetske zveze, kar je posledično privedlo do upada ruskega globalnega vpliva in gospodarskega zloma.

## Zgodnje življenje
Mihail Gorbačev se je rodil 2. marca 1931 v kraju Privolno v Stavropolskem kraju v takratni Sovjetski zvezi. Bil je sin krščanske družine, njegov oče Sergej Gorbačov (1909–1976) je bil Rus, mati Marija Gopkalo (1911–1993) pa Ukrajinka. Mihail Gorbačov je edini sovjetski voditelj, ki se je rodil po oktobrski revoluciji.
Med vojno, ko je bil Gorbačov star deset let, so ozemlje, kjer je živela njegova družina, zasedle nemške čete, njegov oče pa je odšel še bojevat na fronto. Po osvoboditvi mesta je do družine prišla novica, da je njihov oče umrl v bojih.
Pri 13 letih si je šolo začel deliti s kmečkim delom, v kolhozu. Pri 15 letih je začel delati kot pomočnik očeta, ki je upravljal s kombajnom. Leta 1948 je bil za žetev več kot 8000 kvintalov žita njegov oče odlikovan z redom Lenina, Mihail pa z redom rdeče delavske zastave. Pri 19 letih se je prijavil za mesto v KPSZ, vendar bi bil sprejet šele dve leti pozneje, s priporočili ravnatelja in učiteljev na njegovi šoli. Še leta 1950 je vstopil na pravno fakulteto Moskovske zvezne univerze, kjer je leta 1955 opravil diplomo. Septembra 1953 se je poročil z Raíso Titarenko, ki jo je spoznal na univerzi. Ko je diplomiral, je delal v tožilstvu Stavropol, v političnem življenju pa je bil do leta 1962 zadolžen za vodenje oddelka za komsomolsko agitacijo in propagando v regiji. 

## Politična kariera
Leta 1961 je bil Gorbačov eden od delegatov XXII. kongresa komunistične partije, ki je med drugim opredelil kitajsko-sovjetski spor. Leta 1966 je zaključil študij na Kmetijskem inštitutu kot agronom-ekonom. Nato je začel hitro napredovati v svoji politični karieri. Leta 1970 je bil imenovan za ministra za kmetijstvo, naslednje leto pa za člana centralnega komiteja. Leta 1972 je vodil sovjetsko delegacijo v Belgijo, dve leti pozneje, leta 1974, pa je postal predstavnik vrhovnega sovjeta. Politbiroju se je pridružil leta 1979. Tam je prejel zaščito Jurija Andropova, vodje KGB, prav tako domačina iz Stavropolja, in je napredoval v kratkem obdobju, ko je bil Andropov vodja Sovjetske zveze, pred smrtjo leta 1984.
Položaji, ki jih je Gorbačov zasedal v partiji, so mu dali možnost potovanja po različnih delih sveta, kar je vplivalo na njegovo politično in družbeno stališče kot voditelja svoje države. Leta 1975 je vodil delegacijo v Zvezno republiko Nemčijo, leta 1983 pa drugo v Kanado, kjer se je srečal s predsednikom vlade Pierrom Trudeaujem, s člani skupnega doma in senata.

## Voditelj Sovjetske zveze
10. marca 1985 je sovjetski voditelj Konstantin Černenko umrl. Pozneje istega dne je bil Gorbačov v partiji izvoljen za novega voditelja Sovjetske zveze.
Na tej funkciji je Gorbačov inavguriral več reform in kampanj, ki bi državo dolgoročno pripeljale do tržnega gospodarstva. Zavzemal se je tudi za izboljšanje odnosov z Zahodom in konec hladne vojne, ki je med Sovjetsko zvezo in ZDA trajala že skoraj 40 let.
Ena prvih političnih dejavnosti, ki jih je storil Gorbačov, je bila protislovna kampanja proti alkoholizmu, začeta spomladi 1985, ki je povzročila 45-odstotno zvišanje cen alkoholnih pijač in posledično zmanjšanje proizvodnje alkohola in vin ter pomanjkanje sladkorja na trgih zaradi tajne proizvodnje alkoholnih pijač. Po drugi strani pa družba beleži podaljševanje pričakovane življenjske dobe in občutno zmanjšanje števila kaznivih dejanj, storjenih pod vplivom alkohola.
Gorbačova reformna politika je temeljila na programih uskorenije, glasnost 
in perestrojka. Njihov namen je bil pospešiti gospodarsko rast, skladno s sklepi, sprejetimi na 27. kongresu KPSZ februarja 1986. Gorbačov je tudi dovolil ponovno odprtje številnih cerkev in drugih verskih objektov, ki so jih komunisti prej zaprli.
26. aprila 1986 je v jedrski elektrarni Černobil prišlo do nesreče, ko je eden od jedrskih reaktorjev eksplodiral. Gorbačov je bil o nesreči obveščen zgodaj zjutraj tega dne in je ob 11.00 sklical sestanek v Moskvi, kjer je sovjetskemu kemiku in fiziku Valeriju Legasovu in namestniku predsednika Sveta ministrov Sovjetske zveze Borisu Ščerbini naročil, da naj odideta v Černobil ter si čim bolj varno ogledata uničen reaktor, da poročata o tamkajšnjih razmerah tako v elektrarni kot v njeni okolici. Čeprav je sovjetska komunistična partija hotela nesrečo prikriti, je bila nesreča dva dni pozneje razkrita, Gorbačov pa je vse do konca leta 1986 sprejemal številne ukrepe za odpravo posledic najhujše jedrske nesreče.
11. oktobra 1986 sta se Gorbačov in ameriški predsednik Ronald Reagan sestala v Reykjaviku, da bi razpravljala o zmanjšanju jedrskih arzenalov, nameščenih v Evropi, kot poledica jedrske nesreče v Černobilu. Vse to je vodilo do podpisa Pogodbe o odpravi jedrskega orožja srednjega dosega v Evropi (INF) leta 1987.
Na Plenumu Centralnega komiteja Komunistične partije Sovjetske zveze januarja 1987 so se uresničile Gorbačove politične reforme, vključno s predlogi za sprejem večine kandidatov na volitve in imenovanje ljudi izven partije na vladna mesta.
Gospodarske reforme so zavzemale velik del preostanka leta 1987. Junija je bil sprejet nov zakon, ki je podjetjem podelil več neodvisnosti, novembra pa je Gorbačov izdal knjigo z naslovom Perestrojka: novo razmišljanje za našo državo in svet, naša država in svet), kjer je razložil svoje glavne ideje za reformo. Kljub temu pa se je hkrati med Gorbačovom in Borisom Jelcinom povečala osebna in profesionalna zagrenjenost: zamenjali so ga kot prvega sekretarja moskovske stranke, potem ko je kritiziral Gorbačova in druge med oktobrskim plenumom. Istega leta je bilo veliko Stalinovih političnih nasprotnikov uradno izpuščenih, v veliko večjih razsežnostih kot prva destalinizacija leta 1956.
Leta 1988 je bila uvedena glasnost prek novih individualnih svoboščin državljanov, kot sta večja svoboda izražanja in svoboda vere. To je bila korenita sprememba, saj sta bila vladna kontrola govora in zatiranje kritik - do takrat - osrednji del sovjetskega sistema. Tisk je postal veliko manj nadzorovan in na tisoče političnih zapornikov in disidentov je bilo izpuščenih.
Cilj Gorbačova pri uresničevanju glasnosti je bil pritisniti na konservativce znotraj KPSZ, ki so nasprotovali njeni politiki gospodarskega prestrukturiranja: to je storil Gorbačov v upanju, da je sovjetska država z različnimi razponi odprtosti, razprav in sodelovanja podprla njegove reformne pobude. Hkrati je Gorbačov sebe in svoje reforme odprl za kritiko v javnem mnenju, kot je razvidno iz pisma Nine Andrejeve, ki kritizira njegove reforme, objavljenega v marčevski izdaji Sovetskaya Rossija. Te kritike bi se pomnožile v poznih osemdesetih letih, ko je postalo očitno pomanjkanje osnovnih izdelkov in zalog, ki je doseglo ravni, značilne za vojni čas.
Zakon o zadrugah, ki je bil razglašen maja 1988, je bil morda najbolj radikalna od gospodarskih reform v zgodnjem delu Gorbačovove dobe. Prvič po Leninovi Novi ekonomski politiki je zakon dovolil zasebno lastništvo storitvenih podjetij, v predelovalni industriji in v sektorjih zunanje trgovine. Sprva je zakon nalagal visoke davke in omejitve zaposlovanja, vendar so bili ti elementi pozneje revidirani, da ne bi odvračali dejavnosti zasebnega sektorja. Na podlagi te ureditve so se preoblikovale zadruge, restavracije, trgovine in proizvodni proizvajalci, ki so delno spremenili sovjetsko gospodarsko sceno. Treba je opozoriti, da so nekatere sovjetske socialistične republike te omejitve spregledale; v Estoniji je bilo zadrugam dovoljeno, da v celoti zadovoljujejo potrebe tujih obiskovalcev in ustanovijo skupna podjetja s tujimi podjetji.
Junija 1988 je Gorbačov na XIX konferenci Komunistične partije Sovjetske zveze sprožil radikalne reforme, katerih cilj je zmanjšati nadzor vladnega aparata nad zasebnimi dejavnostmi. Predlagal je nov model upravljanja v obliki predsedniškega sistema z novim zakonodajnim elementom, ki bi se imenoval Kongres ljudskih poslancev Sovjetske zveze.
Septembra 1988 je Gorbačov prevzel tudi formalni položaj državnega voditelja in poslal Andreja Gromika v pokoj.
V zunanji politiki je Gorbačov skupaj s svojim zunanjim ministrom Eduardom Ševardnadzejem dosegel tudi umik sovjetskih čet iz Afganistana, ki je bil izveden po podpisu Ženevskega sporazuma (1988). Gorbačov je na različnih potovanjih po državah Varšavskega pakta napovedal konec doktrine Brežnjeva, ki bi narodom vzhodnega bloka omogočila vrnitev k demokraciji.
Volitve za Kongres ljudskih poslancev Sovjetske zveze so potekale marca in aprila 1989. Na volitvah je bilo veliko strankarskih kandidatov poraženih. Poleg tega je bil Boris Jelcin izbran za Moskvo in se vrnil v politično življenje, da bi postal glavni kritik Gorbačova. Kongres se je prvič sestal 25. maja. Njegova prva naloga je bila izvolitev predstavnikov kongresa v vrhovni svet. Kljub njegovi izvolitvi za predsednika je Kongres Gorbačovu prinesel težave, saj so bile njegove seje prenašane po televiziji, kar je ustvarilo večjo prepoznavnost v kritiki oblasti in zahtevi ljudi po še hitrejši reformi.
Preostanek leta 1989 je zaznamoval padec berlinskega zidu in nacionalna vprašanja, ki so postajala vse bolj problematična. Čeprav je mednarodno razpoloženje doseglo nivoje brez primere – z umikom Sovjetske zveze iz vojne v Afganistanu in z dialogi med Združenimi državami Amerike in Sovjetsko zvezo, ki so se nadaljevali med Gorbačovim in novim predsednikom Georgeom H. W. Bushem – notranje reforme so začele trpeti zaradi vse večjega razhajanja med reformisti, ki so kritizirali počasen tempo sprememb, in konservativci, ki so kritizirali obseg sprememb.
15. marca 1990 je Kongres ljudskih predstavnikov ZSSR (prvi parlament, ustanovljen na podlagi svobodnih volitev v zgodovini države) izvolil Gorbačova za predsednika Sovjetske zveze. 15. oktobra istega leta je bil po zaslugi njegovega slovesa reformatorja in svetovnega političnega voditelja ter prispevka k izboljšanju usode hladne vojne nagrajen z Nobelovo nagrado za mir. V notranji politiki mu je koristila dialektika med konservativci (na čelu z Ligačjov in Alijev) in reformatorji (ki jih zastopata Borís Jelcin in Eduard Ševardnadze), ki jih on spretno vodi, da vzdržuje ravnovesje med obema notranjima stranema KPSZ in tako pripelje državo umiriti demokratični napredek. Toda v letih 1988–1989 se ravnotežje zamaja: prve nacionalistične vstaje na Kavkazu in v baltskih državah so povzročile nemire.
Uporaba sile je zaznamovala začetek leta 1991, v primeru Litve, kjer je januarja 1991, potem ko je dolgo tolerirala, če ne celo podpirala, intenzivno aktivnost gibanj za neodvisnost, Gorbačov nenadoma ukazal vojski, naj zasede sedež parlamenta in TV v Vilni (podoben poskus ni uspel v Talinu). Nasilne vojaške reakcije niso povzročile ničesar, razen smrti in sovraštva do osrednje moskovske oblasti (takrat se v ta namen oblikuje zloglasni OMON, čete ministrstva za notranje zadeve, zadolžene za represijo).
Boris Jelcin je bil najprej izvoljen za predsednika Ruske republike, nato pa je zapustil KPSZ in pohvalil potrebo po odpravi ustavne določbe o vodilni vlogi Komunistične partije. V času, ko je gospodarstvo ob poskusih liberalizacije in kolektivističnega odpora izgubljalo moč, so avgusta 1991 konservativni komunisti poskušali izvesti državni udar. Gorbačov je bil njegova prva žrtev, saj je bil tri dni zaprt v predsedniški vili na Krimu, potem ko se je z zavezništvom predsednikov neruskih federativnih republik zoperstavil državnemu udaru.
Kljub nestrinjanju z liberalnim drsenjem, ki ga je zagovarjal Jelcin, je bila komunistična partija prepovedana in njeno premoženje je bilo zaplenjeno. Na božični dan 25. decembra 1991 je Mihail Gorbačov odstopil z mesta voditelja Sovjetske zveze in s tem razglasil razpad države. Ustanovljena je bila Ruska federacija.

## Poznejše življenje
Na splošno je Gorbačov v zahodnem svetu zelo cenjen zaradi svojega prispevka h koncu hladne vojne. Vendar pa v Rusiji njegov ugled ni tako ugoden zaradi gospodarske in socialne krize, ki je sledila po razpadu Sovjetske zveze.
Leta 1992 je ustanovil Fundacijo Gorbačova. Leta 1993 je ustanovil tudi Mednarodni zeleni križ. Bil je eden glavnih promotorjev Listine Zemlje leta 1994. Postal je tudi član Rimskega kluba.
17. junija 1995 je bil Gorbačov odlikovan z Velikim križem Portugalskega reda svobode.
Leta 1996 je Gorbačov kandidiral na predsedniških volitvah in prejel manj kot odstotek glasov.
Leta 1997 se je Gorbačov pojavil v oglasu za Pizza Hut, ki je bil predvajan na ameriški televiziji.
26. novembra 2001 je Gorbačov ustanovil tudi Rusko socialdemokratsko stranko, kar je rezultat združitve več strank, ki so delile to ideologijo. Kot vodja stranke je odstopil julija 2004 zaradi nesoglasij s predsednikom stranke glede možnosti, ki so bile sprejete med volitvami decembra 2003.
V začetku leta 2004 je Gorbačov registriral svoj rojstni znak na čelu, ker ga je uporabljala blagovna znamka vodke, ki se je nanašala nanj. Primer je še toliko bolj radoveden, ker je Gorbačov med vodjo Sovjetske zveze izvajal nekaj zakonov za boj proti alkoholizmu. Omenjena znamka vodke je od takrat spremenila svojo oznako. Leta 2006 je Gorbačov podal intervju o njegovem vodenju Sovjetske zveze in njene razpadu. Kar se tiče razpada države, je dejal: "Jedrska nesreča v Černobilu je najverjetneje glavni vzrok za razpad Sovjetske zveze."
Gorbačov je bil zelo kritičen do ruskega predsednika Vladimirja Putina in ga je obtožil, da vlada vedno bolj represivnemu režimu. Leta 2011, dvajset let po svojem odstopu, je Gorbačov svetoval Putinu, naj zapusti predsedniški položaj zaradi vala množičnih protestov, ki so državo zajeli po zakonodajnih volitvah tistega leta, in dejal, da bo rešil vse, kar je predsednik že naredil pozitivno in da mora odstopiti. Putin se je na kritike Gorbačova odzval prek svojega tiskovnega predstavnika in poudaril, da nekdanji voditelj, ki mu je do danes uspelo uničiti bivšo državo, poziva k odstopu še enega voditelja, ki je rešil Rusijo enake usode.

### Smrt
Mihail Gorbačov je umrl 30. avgusta 2022 v centralni klinični bolnišnici v Moskvi, v starosti 91 let. Umrl je po "hudi in dolgotrajni bolezni," po navedbah bolnišnice, saj je bil pod stalnim nadzorom zdravnikov od začetka leta 2020. Gorbačov je bil skladno z oporoko pokopan na moskovskem pokopališču Novodeviči poleg svoje žene Raise, ki je umrla leta 1999.
Gorbačov je bil najdlje živeči ruski voditelj v zgodovini. Presegel je Aleksandra Kerenskega in nominalnega voditelja ZSSR Vasilija Kuznjecova, ki sta oba živela 89 let.